# Whose Line Is It Anyway?
Whose Line Is It Anyway? (sous-titré dans l'édition DVD en C'est ma réplique, après tout !) est une émission de télévision anglo-américaine d'improvisation théâtrale.
Le principe de l'émission est le suivant : quatre comédiens professionnels doivent créer des personnages, des scènes, des chansons, d'après des suggestions du public ou encore d'après une idée conçue par l'hôte de l'émission, le tout en respectant un style court d'improvisation théâtrale prenant la forme d'une série de jeux comiques et d'exercices de style humoristiques. L'émission prend l'allure d'un simulacre d'émission de jeu, au fil de laquelle l'hôte assigne des points aux joueurs de manière purement arbitraire et choisit en fin de compte un gagnant au hasard.
Diffusée à l'origine sous forme de série radiophonique sur BBC Radio (1988-1998), le concept fut rapidement adapté sur les écrans de télévision anglais (Channel 4) et américains (ABC). Après différents rachats de droits et une pause de huit ans, l'émission est diffusée sur The CW depuis 2013.

## Histoire

### Version radio sur la BBC (1988)
Whose Line Is It Anyway? est une émission de radio créée en 1988 sur BBC Radio 4 par Dan Patterson et Mark Leveson. La forme originelle de l'émission est notable au sens où l'un des apports principaux des comédiens était de lire les remerciements et autres publicités dans un style humoristique et comique, ce qui était en rupture avec la lecture sobre de l'annonciateur officiel de la BBC comme il était coutume de le faire.
Cette version a duré du 2 janvier au 6 février, pour six épisodes.

### Version télévisée BBC (1988-1998)
À partir de septembre 1988, l'émission fut adaptée sous forme télévisuelle sur Channel 4 avec un changement mineur de format. Le programme radio ainsi que la série télévisuelle étaient toutes les deux présentées par Clive Anderson. Un des tout premiers télé-diffuseurs sur le continent nord-américain fut la chaîne de télévision canadienne pour enfant YTV, malgré une catégorisation adulte de l'émission due à son contenu explicite.
Les premiers épisodes furent tournés au Royaume-Uni. Cependant, puisque certains participants n'étaient pas anglais, il devint de plus en plus naturel de tourner la série aux États-Unis, ce qui ne changea que très peu le format de l'émission.

### Version US (1998-2004)
L'émission fut portée à la connaissance du comédien américain Drew Carey qui travaillait alors avec Ryan Stiles, déjà régulier de Whose Line? et co-vedette du Drew Carey Show. Carey persuada ABC de tourner des épisodes pilotes pour les États-Unis. Cela s'avèra un succès à moindre coût, ce qui permettait à Carey de rester le présentateur principal et de produire d'autres émissions. La série continua durant six saisons, profitant des faibles attentes d'audimat qui pesaient sur son créneau horaire de la soirée du jeudi, car ABC n'avait pas envisagé que l'émission puisse être un concurrent sérieux à la domination de la programmation de la NBC.
La version américaine est pratiquement identique à la version anglaise, malgré une rotation des jeux et des comédiens moins diverse. On note aussi plus d'implication dans les activités du présentateur, ainsi que des apparitions occasionnelles de célébrités invitées. Tandis que les points sont arbitrairement distribués par Anderson dans la série Britannique avec la conviction que les points compteraient, Carey l'interpréta différemment dans la version américaine en affirmant clairement dans l'introduction de chaque épisode que les points ne comptent pas. Une autre différence est que la version britannique est d'abord et par-dessus tout du théâtre d'improvisation, ce qui signifie qu'elle n'inclue les jeux qu'occasionnellement, afin de mettre en avant la variété du jeu d'acteur des participants plutôt que de faire rire le public. La version britannique prenait aussi beaucoup plus de risques lors de l'enregistrement des jeux, durant lesquels les acteurs échouaient de manière spectaculaire.
Cependant, la version américaine présente occasionnellement des jeux qui ne reposent pas sur les capacités d'improvisation des acteurs, mais qui ont pour seul objectif d'être amusants. Il y eut durant la période de démarrage de l'émission américaine des débats à propos de la qualité de cette nouvelle émission comparée à sa version britannique. Finalement, ce sont les fans et le public qui tranchèrent le débat puisqu'ils adoptèrent rapidement le nouveau format, permettant même à la version américaine de se construire son propre cœur de fans.
La dernière saison de la série britannique en juillet 1998, avec Clive Anderson toujours maître d'émission, est enregistrée dans le même studio à Hollywood que la version américaine. Elle est d'abord diffusée aux États-Unis via Comedy Central. L'intégralité des saisons de l'émission britannique avait déjà été complètement rediffusée sur cette chaîne depuis le début des années 1990, malgré quelques modifications de contenu tels que la suppression de certains jeux ou encore le réagencement de leur ordre de passage. Les rediffusions furent dès avril 2006 proposées sur BBC America, mais à un rythme soutenu de deux épisodes par nuit, tout en ayant mis de côté les épisodes antérieurs à l'année 1994, ce qui entraîna quelques doublons de rediffusions assez débattus à des intervalles très courts de presque un mois.

### Hiatus
La version américaine d'ABC fut annulée en 2003 pour cause de faible audimat, et les diffusions s'arretèrent officiellement en 2004. Mais durant cette année, ABC Family, qui rediffusait des épisodes depuis 2002, lança de son côté une nouvelle saison en regard de sa popularité. ABC Family rediffusa aussi des anciens enregistrements de 2005 à 2006 qu'elle n'avait jusqu'alors pas considérés comme ayant une qualité suffisante.
L'émission donna à Carey une certaine inspiration qui fit naître une variante de son émission appelée Drew Carey's Green Screen Show, diffusée dès 2004 sur The WB, et le spectacle d'improvisation Drew Carey's Improv-A-Ganza (en) en 40 épisodes filmés en 2011 au MGM Grand Las Vegas avec plusieurs participants deWhose line?.

### Reprise (2013- )
Le 1er mars 2013, The CW annonce une nouvelle version de l'émission pour l'été 2013 présentée par Aisha Tyler, dans laquelle on retrouve Colin Mochrie, Ryan Stiles et Wayne Brady. Elle débute le 16 juillet avec la saison 9 et l'épisode 220.

## Participants
L'émission d'origine sur BBC Radio 4 était composée du maître de cérémonie Clive Anderson, de Stephen Fry, Hugh Laurie, Griff Rhys Jones, Dawn French, Lenny Henry, Kate Robbins, Ade Edmondson, Rowan Atkinson, John Sessions et d'autres invités. Clive Anderson resta le présentateur lors de la migration du show sur Channel 4, et la rotation des invités se fit plus variée. Des comédiens issus de la radio britannique réguliers y participèrent, mais aussi des comédiens d'origine anglaise, américaine ou canadienne, notamment Josie Lawrence, Paul Merton, Tony Slattery, Ryan Stiles, Sandi Toksvig, Colin Mochrie, Michael McShane, Kevin Seal, Brad Sherwood, Stephen Frost, Jim Sweeney, Jim Meskimen, Jimmy Mulville, Rory Bremner, Greg Proops, Mike Myers et Wayne Brady. Ryan Stiles et Colin Mochrie devinrent rapidement les piliers de l'émission.
De nombreux comédiens tels que Merton, Lawrence et Toksvig, faisaient partie de la troupe d'improvisation théâtrale intitulée « The Comedy Store Players » basée dans le London Comedy Store.
Le thème musical pour l'émission de télévision fut composé par Philip Pope.